# Benthogone rosea
Benthogone rosea is een zeekomkommer uit de familie Laetmogonidae.
De wetenschappelijke naam van de soort werd in 1896 gepubliceerd door René Koehler.